# Брюссельская консерватория

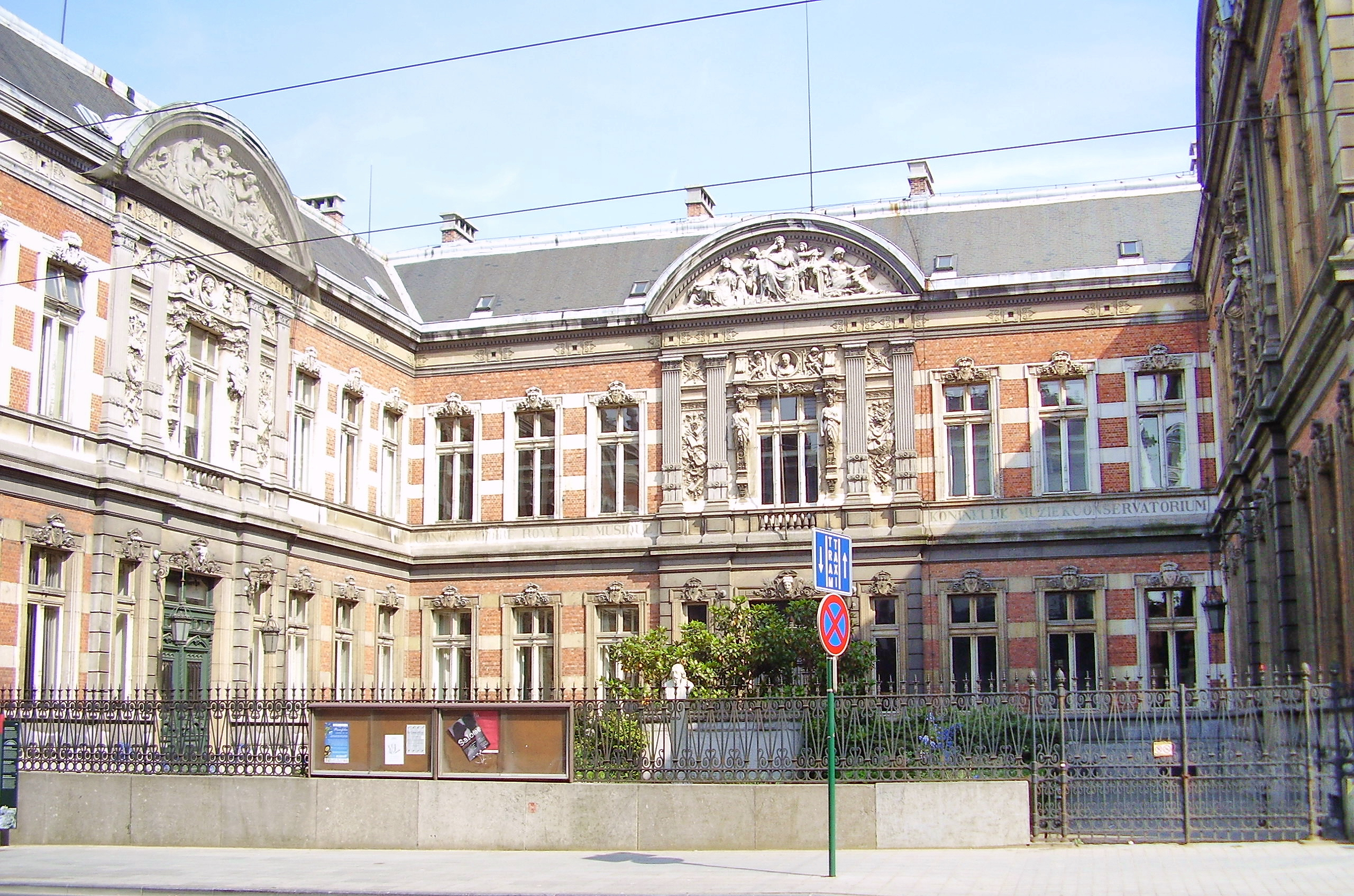
Брюссельская консерватория

Королевская консерватория Брюсселя (фр. Conservatoire royal de Bruxelles, нидерл. Koninklijk Conservatorium Brussel) — консерватория, расположенная в столице Бельгии, Брюсселе.
Основана в 1832 году. С 1876 года занимает специально для неё построенное по проекту архитектора Жана Пьера Клёйсенара здание. В 1877 г. в рамках консерватории был создан Музей музыкальных инструментов. С 1967 года разделена на организационно независимые франкоязычное и нидерландоязычное подразделения. Второе из них в дальнейшем вошло в состав Брюссельской высшей школы имени Эразма Роттердамского.

## Руководители консерватории
- Франсуа Жозеф Фети (1833—1871)
- Франсуа Огюст Геварт (1871—1908)
- Эдгар Тинель (1908—1912)
- Леон Дюбуа (1912—1925)
- Жозеф Йонген (1925—1939)
- Леон Йонген (1939—1949)
- Марсель Пот (1949—1966)

Франкоязычное отделение
- Камиль Шмит (1966—1973)
- Эрик Фельдбуш (1974—1987)
- Жан Бели (1987—2002)
- Шарль Клейнберг (2002)
- Фредерик де Роос (с 2003 г.)

Нидерландоязычное отделение
- Камил д’Хоге (1966—1994)
- Ари Ван Лисбет (1994—2002)
- Рафаэль д’Хане (2002—2008)
- Петер Свиннен (2008—2017)
- Катлен Куссенс (с 2017 г.)

## Известные преподаватели
- Адриен-Франсуа Серве
- Жан Дезире Арто
- Шарль Огюст де Берио
- Анри Вьётан
- Дезире Дефо
- Эжен Изаи
- Сигисвальд Кёйкен
- Жак Николя Лемменс
- Петипа, Люсьен
- Мари Плейель
- Енё Хубаи
- Филипп Хиршхорн

## Известные студенты
- Петер Бенуа
- Шарль Мари Видор
- Костас Кидониатис
- Витторио Гиельми
- Мартен Пьер Марсик
- Лара Фабиан
- Эдуард Лассен
- Арман Лимнандер де Нивенгове
- Йохан Фостье